# Amieiro
Amieiro ist ein Ort und eine ehemalige Gemeinde (Freguesia) im portugiesischen Kreis Alijó. In der Gemeinde lebten 81 Einwohner (Stand 30. Juni 2011).
Am 29. September 2013 wurden die Gemeinden Amieiro und Carlão zur neuen Gemeinde União das Freguesias de Carlão e Amieiro zusammengefasst.